# Egil Østenstad
Egil Østenstad, né le 2 juin 1972 à Haugesund (Norvège), est un footballeur norvégien, qui évoluait au poste d'attaquant à Southampton FC et en équipe de Norvège.
Østenstad a marqué six buts lors de ses dix-huit sélections avec l'équipe de Norvège entre 1993 et 2005. 

## Carrière
- 1990-1996 : Viking Stavanger
- 1996-1999 : Southampton FC
- 1999-2001 : Blackburn Rovers
- 2001 : Manchester City
- 2001-2003 : Blackburn Rovers
- 2003-2004 : Rangers FC
- 2004-2005 : Viking Stavanger

## Palmarès

### En équipe nationale
- 18 sélections et 6 buts avec l'équipe de Norvège entre 1993 et 2005.
- Participation à la coupe du monde 1998.

### Avec Viking Stavanger
- Vainqueur du Championnat de Norvège de football en 1991.

### Avec Blackburn Rovers
- Vainqueur de la Coupe de la Ligue anglaise en 2002.